# Поїхали з нами

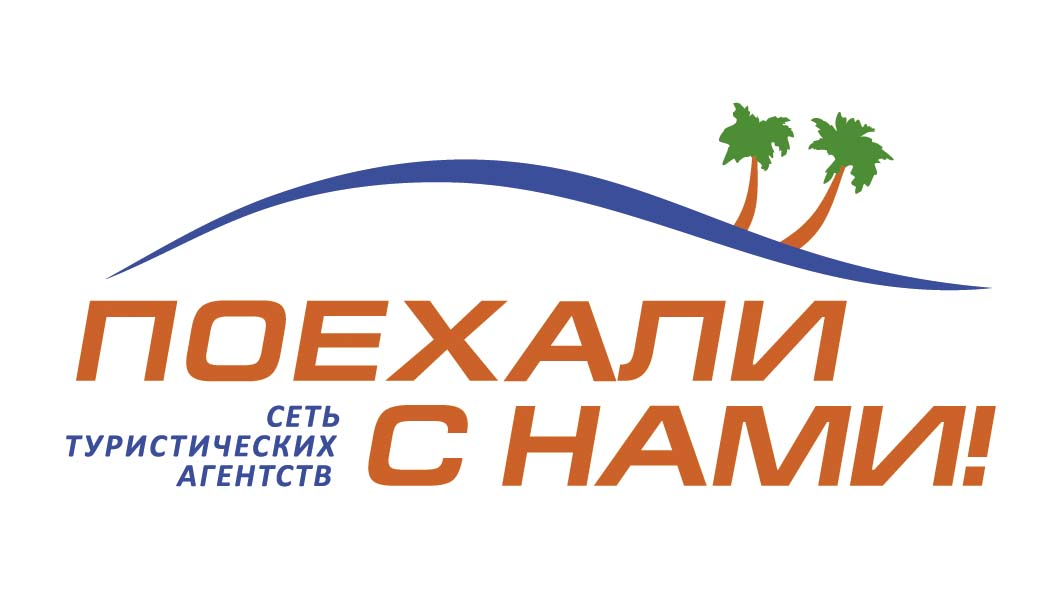
Російськомовний логотип турагентства «Поїхали з нами»

«Поїхали з нами»  — туристичне агентство, працює на туристичному ринку України, Казахстана та Молдови. Мережа нараховує більш ніж 200 офісів в трьох країнах. Сфера діяльності — продаж туристичних продуктів (гарячі тури, путівки, екскурсійні тури) різних туристичних операторів.

## Засновники мережі
Турагентство «Поїхали з нами» засновано Антоном Рудичем і Марією Тереховою .  «Поїхали з нами» створена виключно за рахунок внутрішніх інвестицій і є  українською компанією.   На сьогоднішній день офіси "Поїхали з нами" працюють на підставі договору комерційної концесії (франчайзинг). Вони виступають самостійними бізнес-одиницями. Також під брендом Поїхали з нами працюють туристичні агентства в Казахстані та Молдові.

## Діяльність
Компанія «Поїхали з нами» створена у 2004 році. Передумовою цьому стала поява сайту www.turne.com.ua і програми «IntellyTracker», що пізніше була перейменована в «Cognesia». Портал www.turne.com.ua дав можливість туристичним агентствам розміщувати рекламу і отримувати замовлення, але засновники зіткнулися з тим, що туристичний бізнес ще не був готовий до роботи в інтернеті. Вихід з цієї ситуації був один — створення власного туристичного агентства. Першим у 2004 році відкрився офіс у центрі Києва, на вулиці Великій Васильківській.
У 2006 році відкрили другий офіс, а у 2007 році — третій. З того моменту почався активний розвиток мережі. Компанія від часу заснування співпрацювала с такими туроператорами, як , «Tez Tour», «Pegas», «Anex Tour» та іншими.
Окрім України, мережа «Поїхали з нами» має франчайзингові офіси в Казахстані, та Молдові .
Основні туристичні напрямки компанії — Туреччина і Єгипет. В різний час тури в ці країни займали від 40 до 80 % загального об'єму перевезень. 

## Нагороди і досягнення
Компанія виросла з одного агентства в 2004 до великої франчайзингової мережі яка веде діяльність у трьох країнах
У 2014 році офіс компанії у місті Кам'янське отримав нагороду «Гордість року 2014».
У 2015 році компанія отримала нагороду «Фаворит успіху».